# Alvito (freguesia)
Alvito es una freguesia portuguesa del concelho de Alvito, con 136,39 km² de superficie y 1378 habitantes (2001). Su densidad de población es de 10,0 hab/km².